# Traité d'Alep
Le traité d'Alep est un traité de paix signé en 1323 entre les mongols houlagides de Perse et les mamelouks égyptiens.
Les houlagides étaient en guerre contre les mamelouks depuis leur avènement au milieu du XIIIe siècle. Les mongols envahirent la Syrie à plusieurs reprises. Cependant, malgré quelques succès au début, ils ne purent conserver ce territoire que quelques mois et se retirèrent en Perse.
Les premiers contacts afin de signer ce traité furent pris par le marchand d'esclaves al-Majd al-Sallami, bientôt suivis par de nombreux échanges par courrier.
Suivant le traité et une période de paix, les houlagides se dispersèrent depuis 1335 et courant XIVe siècle. 

## Sources
1. 1 2  Josef W. Meri,  Medieval Islamic Civilization: An Encyclopedia, p.541